# Walter Pektor
Walter Pektor (* 20. September 1945 in Salzburg; † 23. Dezember 1994 in Gmunden) war ein österreichischer Speerwerfer.

## Karriere
Am 24. Oktober 1964 verbesserte er in Budapest mit 71,31 m den 22 Jahre alten österreichischen Rekord seines Vaters Erwin Pektor (1920–1996).
Bei den Olympischen Spielen 1968 in Mexiko-Stadt wurde er Zehnter. In der Qualifikation stellte er mit 82,16 m einen nationalen Rekord auf, der erst 1998 von Gregor Högler gebrochen wurde.
Neunmal wurde er Österreichischer Meister (1964–1968, 1971, 1974–1976).